# حمد الفردان
حمد الفردان (مواليد 29 يونيو 1987 في المنامة) سائق سباقات سيارات وموسيقي بحريني. يعتبر أول بحريني يقود سيارة في سلسلة سباقات جي بي 2.

## سباقات السيارات

### فورميلا بي إم دبليو
حمد هو ابن سائق الراليات أحمد الفردان. جاءت تجربته الأولى في سباقات الفورميلا في عام 2004 عندما كان يقود سيارته في سلسلة الفورميلا بي إم دبليو آسيا. في عام 2005 نافس في موسم كامل في البطولة مع الفريق الماليزي ميريتوس وأنهى في المركز الثالث. تسابق أيضا في النهائي العالمي للفورميلا بي إم دبليو حيث حل في المركز الثامن عشر. في عام 2006 عاد إلى سباقين فقط في السلسلة بسبب التزامات في بطولات أخرى واستطاع تحقيق الفوز بهما.

### فورميلا رينو
تنافس حمد في بطولة الفورميلا آسيا في6 رينو في عام 2006 حيث حل في المركز السادس برصيد فوز واحد على الرغم من غيابه عن السباقات الأربعة الأخيرة من الموسم. تسابق مرة أخرى لفريق ميريتوس. عاد إلى السلسلة في عام 2009 وفاز في السباق الافتتاحي ولكن تم إلغاء السباقات الأربعة الأخرى من الموسم مما يجعله بطلا افتراضيا.

### سباقات تويوتا
قاد حمد سيارته في سلسلة سباقات تويوتا في نيوزيلندا لعام 2006 وعمل مرة أخرى مع ميريتوس. حقق النصر في سباق واحد بينما حل في المركز الثالث عشر في البطولة ككل. بقي في سباقات الفورميلا في عام 2007 على الرغم من أنه تحول لفريق مارك بيتش لرياضة السيارات. في هذا العام فاز بسباقين وصعد إلى المركز الحادي عشر في البطولة. كان الموسم حافلا له حيث شارك أيضا في الفورميلا 3 البريطاني على الجانب الآخر من العالم.

### فورميلا 3
انتقل الفردان إلى الفئة الوطنية للبطولة البريطانية الفورمولا 3 لعام 2007 (بالإضافة إلى التزاماته في سباقات تويوتا) حيث اعتبر المرشح الأوفر حظا في هذه السلسلة. حصل على المركز الثالث في البطولة على الرغم من عدم فوزه في السباق.
خلال فصل الشتاء من موسم 2007-08 انتقل إلى بطولة الفورميلا الآسيوية 3 تحت رعاية مصرف بيت التمويل الخليجي. فاز في أول سباقين في حلبة سيبانغ الدولية في ماليزيا وسباقات آخران ولكن بعد ذلك اتهم السائق الأسرع في الفريق فريدريك فيرفيتش بالغش. امتنع عن تقديم احتجاج مفضلا الابتعاد. احتل المركز الرابع في البطولة. بعد أدائه في عام 2007 رشحه كاموي كوباياشي سائق التجارب في تويوتا إف 1 ليصبح أول سائق من الشرق الأوسط يشارك في فورمولا 1.
انتقل حمد إلى بطولة فورمولا 3 الألمانية لعام 2008 حيث حل في المركز الحادي عشر في الترتيب النهائي على الرغم من أن تعرضه للإصابة في منتصف الموسم.

### جي بي 2
وقع حمد لفريق آي سبورت الدولي للمنافسة في سلسلة آسيا جي بي 2 لموسم 2008-09 ليصبح أول سائق بحريني وعربي في هذا المستوى. الدعم الذي حصل عليه من بيت التمويل الخليجي جعل الفريق يغير اسمه إلى فريق بيت التمويل الخليجي آي سبورت خلال البطولة. أنهى الموسم في المركز العشرين حيث سجل نقطتين. لم يتسابق منذ ذلك الحين.

## الموسيقى
غير حمد نشاطه إلى موسيقى الهيب هوب العربي وذلك باستخدام اسم ميسترو.

## سجل السباقات
| الموسم  | السلسلة                             | الفريق                      | السباقات | القطب | الانتصارات | النقاط  | المركز |
| ------- | ----------------------------------- | --------------------------- | -------- | ----- | ---------- | ------- | ------ |
| 2004    | فورميلا بي إم دبليو آسيا            | بيلغرافيا لرياضة المحركات   | ?        | ?     | ?          | 80      | 8      |
| 2005    | فورميلا بي إم دبليو آسيا            | ميريتوس                     | 14       | 2     | 4          | 148     | 3      |
| 2005    | فورميلا بي إم دبليو النهائي العالمي | ميريتوس                     | 1        | 0     | 0          | لا يوجد | 18     |
| 2006    | فورميلا في6 آسيا                    | ميريتوس                     | 8        | 1     | 1          | 66      | 6      |
| 2006    | سلسلة تويوتا للسباقات               | ميريتوس                     | 14       | 0     | 1          | 593     | 13     |
| 2006    | فورميلا بي إم دبليو آسيا            | ميريتوس                     | 2        | 2     | 0          | 40      | 10     |
| 2007    | فورميلا 3 البريطاني                 | الأداء للسباقات الأوروبية   | 21       | 0     | 0          | 182     | 3      |
| 2007    | سلسلة سباقات تويوتا                 | مارك بيتش لرياضة المحركات   | 12       | 0     | 2          | 530     | 11     |
| 2007–08 | فورميلا 3 آسيا                      | بيت التمويل الخليجي البحرين | 8        | 3     | 4          | 126     | 4      |
| 2008    | فورمولا 3 الألمانية                 | فرانز فوس للسباقات          | 11       | 0     | 0          | 13      | 11     |
| 2008–09 | جي بي 2 آسيا                        | آي سبورت الدولي             | 11       | 0     | 0          | 2       | 20     |
| 2009    | فورميلا في6 آسيا                    | داينا تين لرياضة المحركات   | 4        | 1     | 4          | 61      | 1      |

## روابط خارجية
- حمد الفردان على موقع DriverDB.com (الإنجليزية)